# Helena Dukaina Angelina
Helena Doukaina Angelina (Grecki Ἑλένη Δούκαινα Άγγελίνα) – bizantyńska arystokratka z Tesalii, królowa Serbii.
Była córką Jana I Angelosa, władcy Tesalii w latach 1271–1289. Helena poślubiła (ok. ł 1273/1276) serbskiego króla Stefana II Milutina, ale ten ją porzucił około 1283 roku i wróciła do Grecji. Mieli dwoje dzieci:
- Stefana Konstantyna
- nieznane z imienia dziecko